# Northern Frontier
Northern Frontier est un western américain réalisé par Sam Newfield, sorti en 1935.

## Fiche technique
- Titre original : Northern Frontier
- Réalisation : Sam Newfield
- Scénaristes : Barry Barringer, James Oliver Curwood (roman)
- Producteurs : Maurice Conn, Sigmund Neufeld
- Directeur de la photographie : Edgar Lyons
- Montage : John English
- Ingénieur du son : Hans Weeren
- Décors : Lewis J. Rachmil
- Genre : Western
- Société de production : Conn Pictures Corporation
- Durée : 57 minutes
- Pays de production :  États-Unis
- Langue : Anglais
- Couleur : Noir et Blanc
- Format : 1,37 : 1
- Son : Mono
- Date de sortie :
  - États-Unis : 1er février 1935

## Distribution
- Kermit Maynard : George "Mack" Mackenzie
- Eleanor Hunt : Beth Baden, sa bien-aimée
- Russell Hopton : Duke Milford
- J. Farrell MacDonald : L'inspecteur Stevens
- LeRoy Mason : Jim "Bull" Stone
- Gertrude Astor : Mae
- Walter Brennan : Le cuisinier bègue
- Ben Hendricks Jr. : Sam Keene
- Lloyd Ingraham : Professeur Braden
- Nelson McDowell : Tope
- Lafe McKee : Vieux trappeur

Acteurs non crédités
- Chris Willow Bird : Indien Henchman
- Jack Chisholm : Acolyte Durkin
- Kernan Cripps : Mike, le barman
- Dick Curtis : Acolyte Pete
- Henry Hall : Vieux trappeur
- Charles King : policier monté Wallace
- Artie Ortego : Acolyte Gareau
- Tyrone Power : un policier monté